# سیارک ۱۵۹۱۸
سیارک ۱۵۹۱۸ (به انگلیسی: 15918 Thereluzia، نامگذاری:1997UE9) پانزده هزار و نهصد و هجدهمین سیارک کشف شده‌است که در ۲۷ اکتبر ۱۹۹۷ کشف شد.
قدر مطلق سیارک برابر ۱۶.۲ است.